# نخست‌وزیر لتونی
نخست‌وزیر لتونی (لتونیایی: ministru prezidents) قدرتمندترین عضو دولت لتونی است که ریاست کابینه وزیران لتونی را بر عهده دارد. این مقام توسط رئیس‌جمهور لتونی معرفی می‌شود، اما باید بتواند حمایت اکثریت پارلمانی در سایما را به دست آورد.
ترجمه مستقیم اصطلاح رسمی نخست‌وزیر لتونی وزیر-رئیس‌جمهور است. اگرچه معادل آن در برخی از زبان‌های اروپایی استفاده می‌شود، اما به‌طور معمول در انگلیسی استفاده نمی‌شود.

## یادداشت
1  During the 1918–1920 Independence War, Latvia was contested by two other governments: the government of Soviet Latvia, led by Pēteris Stučka, and the government of Andrievs Niedra, backed by Baltic Germans. Some sources may list Stučka and Niedra as prime ministers for periods when their governments controlled most of Latvia.
2  On 15 May 1934, prime minister Ulmanis dissolved parliament and banned all political parties (including his own Farmer's Union), establishing authoritarian rule.
3  Puppet leader appointed by Soviet authorities. Not recognized as such by the Latvian government.